# Violanta Aragonska
Violanta Aragonska (Jolanda Aragonska; šp. Violante de Aragón) bila je kastiljska kraljica. Ona je bila kći aragonskog kralja Jakova I. Osvajača i njegove druge supruge, Violante Ugarske. 
Preko svoje majke, Violanta Aragonska bila je unuka Andrije II., kralja Ugarske i Hrvatske. Violanta je rođena u Zaragozi.
U siječnju 1249. godine, Violanta se udala za kralja Alfonsa X. Mudrog, vladara Kastilje i Leona; vjenčanje je bilo u Burgosu. Prije braka, Alfons je bio u vezi s Mayor, koja mu je rodila kćer Beatricu. Budući da je Violanta bila vrlo mlada, nije moga ostati trudna nekoliko godina, pa je Alfons smatrao da je neplodna, čak razmišljajući da zatraži poništenje braka od pape.
Alfonsova i Violantina djeca:
- Berengarija

Bila je zaručnica Francuza Luja, sina kralja Luja IX. Francuskog.
- Beatrica

Udala se za Vilima VII., markiza Montferrata.
- Ferdinand de la Cerda

Oženio se Blankom, kćerju kralja Luja IX.
- Leonora
- Sančo IV. Kastiljski
- Konstancija
- Petar Kastiljski, lord Ledesme
- Ivan, lord Valencije de Camposa
- Izabela
- Violanta Kastiljska
- Jakov Kastiljski, lord Camerosa